# Pericoma neoblandula
Pericoma neoblandula és una espècie d'insecte dípter pertanyent a la família dels psicòdids que es troba a Europa: la Gran Bretanya.